# EcoJet
Línea Aérea EcoJet S.A., commercialmente Ecojet, è una compagnia aerea regionale boliviana con sede sul terreno dell'aeroporto Internazionale Jorge Wilstermann nella città di Cochabamba.

## Storia
La compagnia ha iniziato le operazioni di linea il 24 novembre 2013, con due Avro RJ85 da 93 posti. La compagnia aerea collega la sua città natale di Cochabamba, strategicamente situata nel centro del paese, con destinazioni nazionali, raggiungendo tutti i principali centri abitati. Insieme ad Amaszonas, ecojet è una compagnia aerea privata che compete con la compagnia aerea statale Boliviana de Aviación nel mercato interno boliviano.

## Destinazioni
Al 2022, EcoJet opera voli solamente all'interno della Bolivia.

## Flotta

### Flotta attuale
A dicembre 2022 la flotta di EcoJet è così composta:

### Flotta storica
EcoJet operava in precedenza con:
- 1 Boeing 737-300 (2019-2021)